# Budynek przy ul. Prostej 4 w Toruniu
Budynek przy ul. Prostej 4 w Toruniu – neogotycki gmach Dawnej Szkoły Obywatelskiej dla Chłopców (niem. Knaben Bürgerschule), znajdujący się przy ul. Prostej 4 na Nowym Mieście w Toruniu.
Pierwotnie w budynku mieścił się szkoła, przygotowująca młodzież do życia zawodowego. Następnie znajdowała się tu Szkoła Nowomiejska, w której uczył się Samuel Linde. Obecnie w budynku znajduje się siedziba Akademii Jagiellońskiej – Toruńskiej Szkoły Wyższej.
Budynek nawiązuje do gotyku włoskiego.
Obiekt figuruje w gminnej ewidencji zabytków (nr 584).